# Kortedala

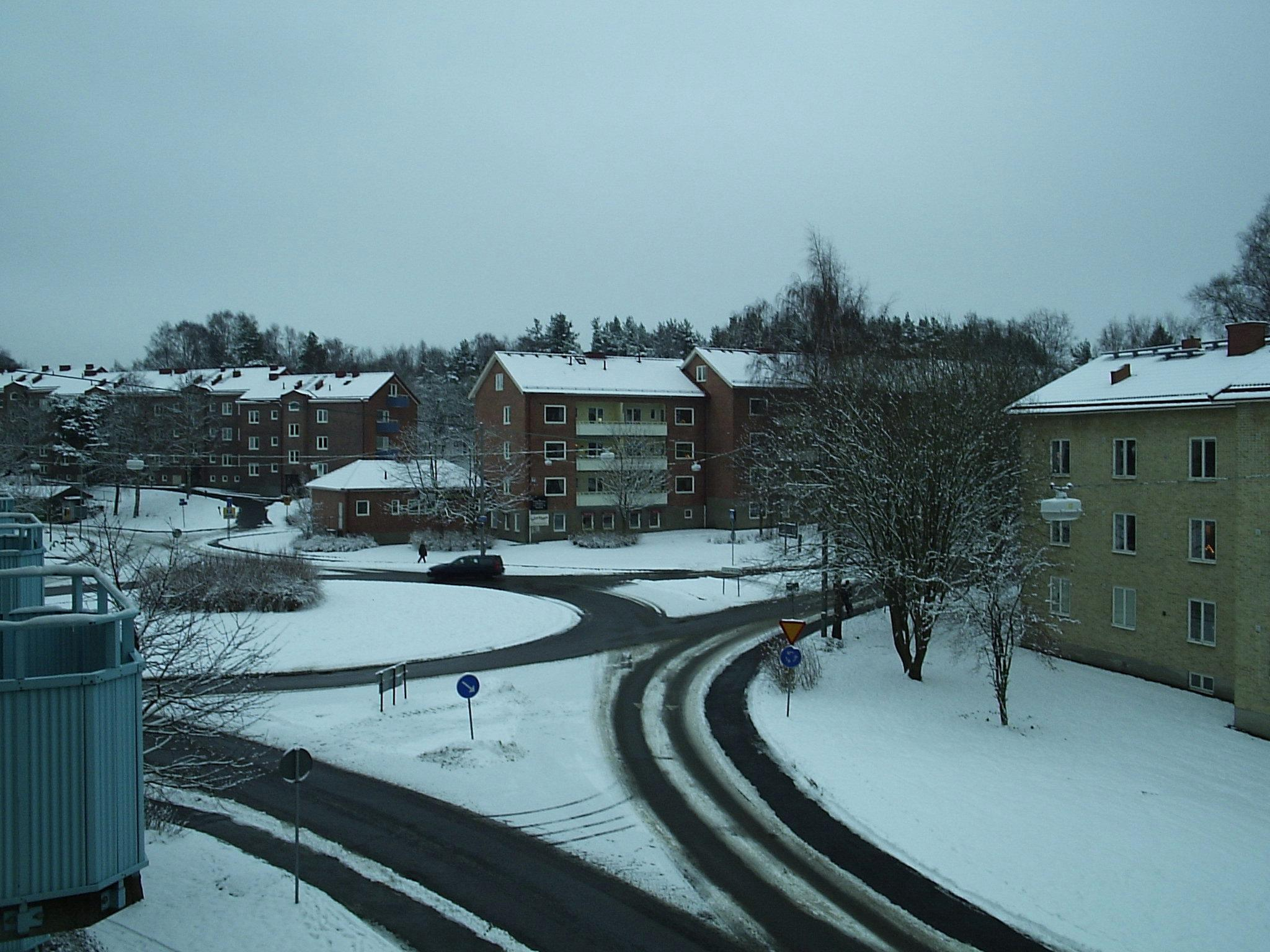
Obytné domy a kruhový objezd v Kortedale

Kortedala je městská čtvrť na východě města Göteborg, které leží v jihozápadním Švédsku.

## Charakteristika
Městská čtvrť představuje především obytnou část s činžovními domy. Architektonicky se jedná o jedno z typických göteborských předměstí, vzniklých v 50. letech 20. století. Populace dosahuje výše přibližně deseti tisíc obyvatel.
Prostředí je bohaté na zeleň a parky. Čtvrť obsahuje čtyři náměstí, z toho tři malé a jedno větší  – Kortedala Torg. Nachází se zde také největší městské kluziště Isdala a rozlehlé sportovní centrum Alelyckan. Městskou částí vedou tramvajové linky č. 6, 7 a 11. Linka č. 6 končí v Aprilgatanu.

## Místa čtvrti
- Kortedala Torg – největší náměstí čtvrti
- Citytorget – náměstí s restauracemi, pizzerií a rychlým občerstvením
- Isdala – největší městské kluziště
- Almenacksplan – fotbalové hřiště, na kterém hraje svá utkání místní klub Kortedala IF
- muzeum – založeno v roce 1994

## Významní rodáci
- Helena Bergströmová – herečka a režisérka
- Sebastian Karlsson – lední hokejista
- Jens Karlsson – lední hokejista
- Ljubomir Vranjes – házenkář
- Jens Lekman – hudebník
- Kajsa Ernstová – herečka

## Galerie

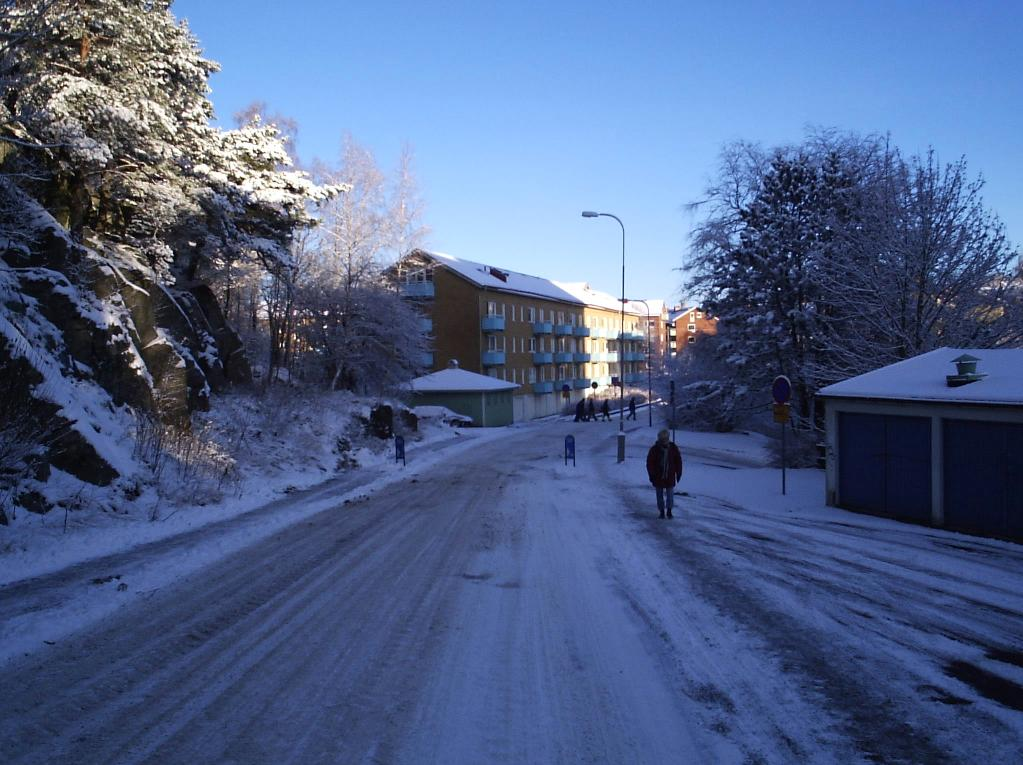
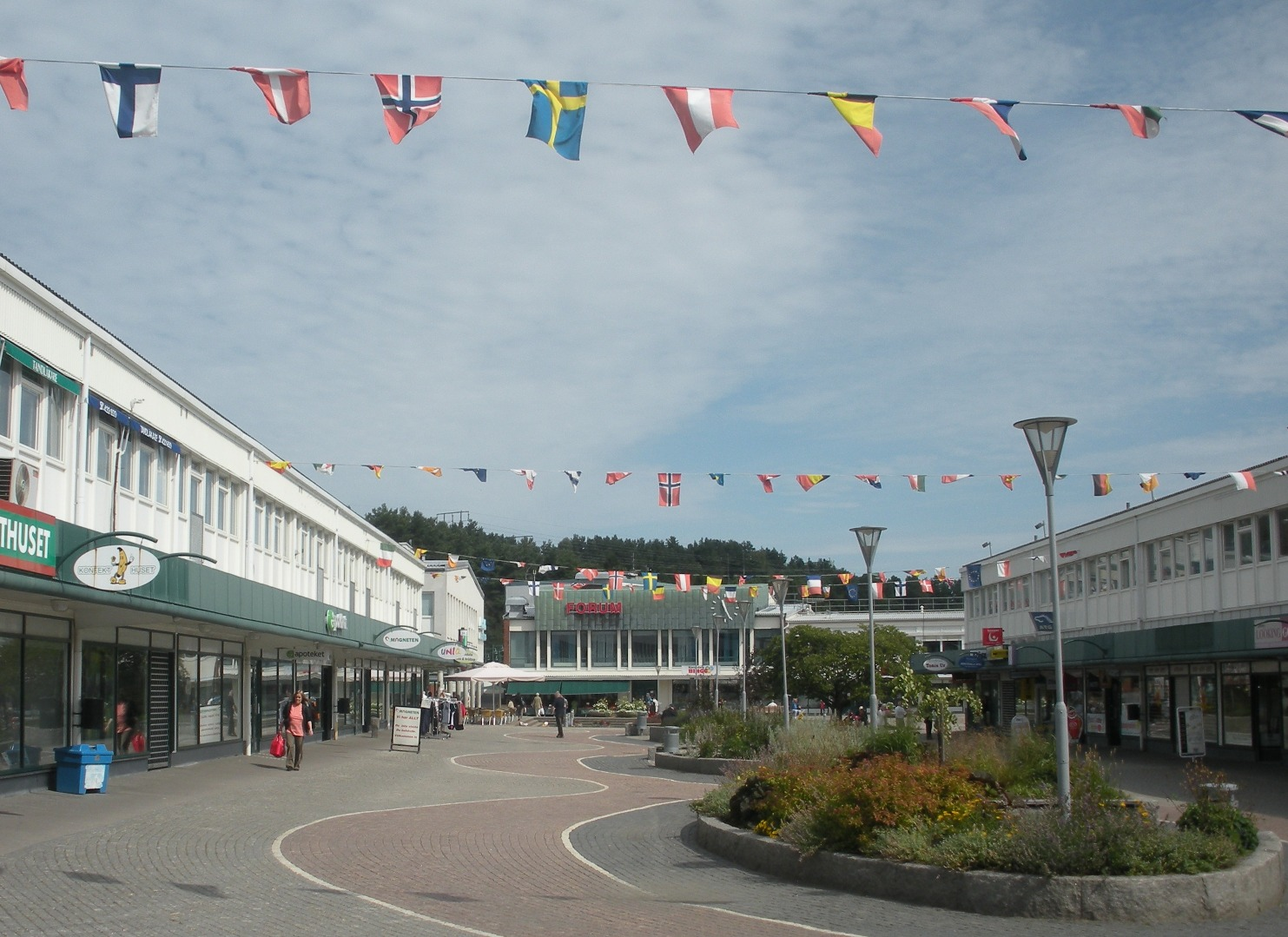
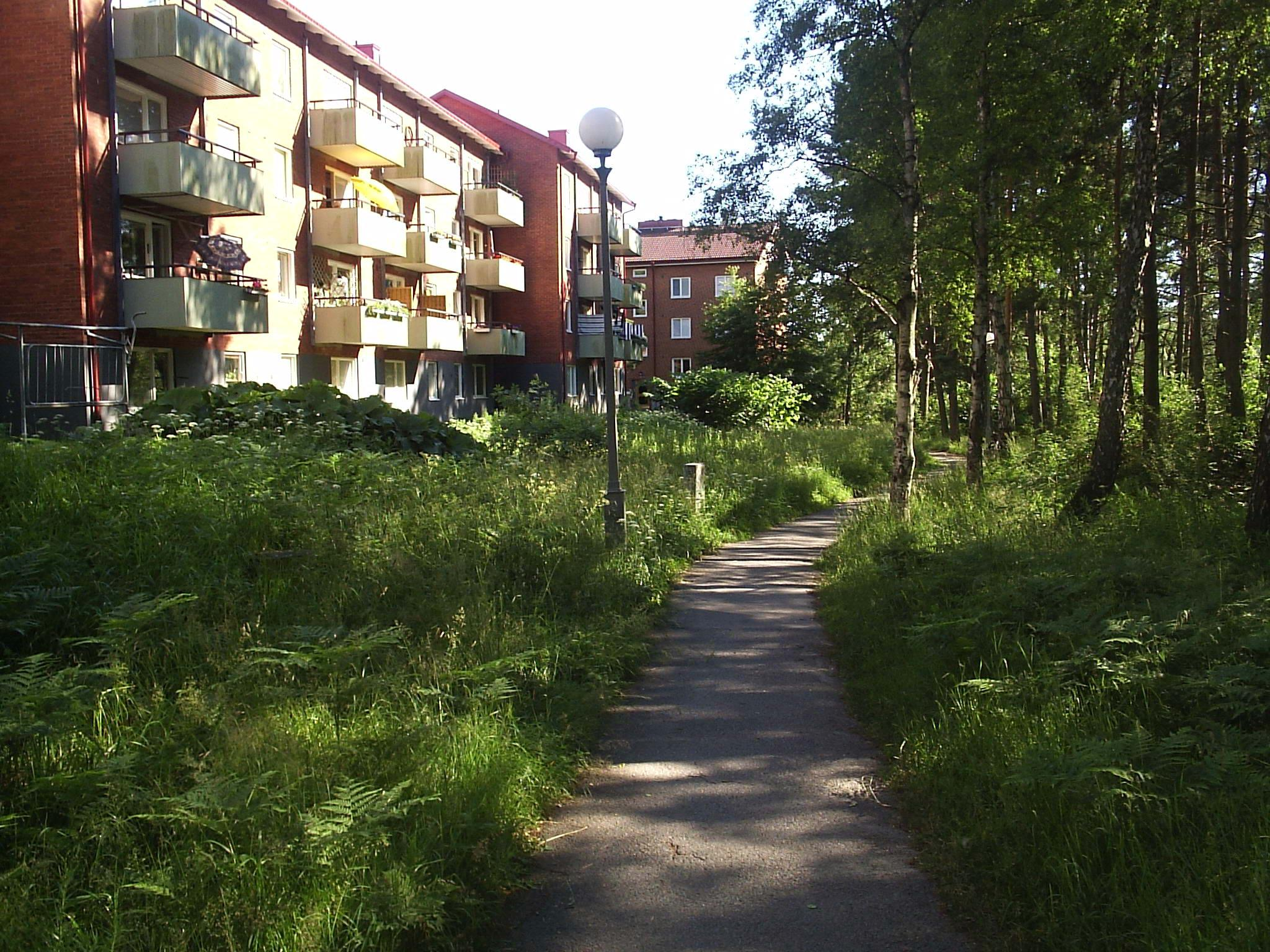
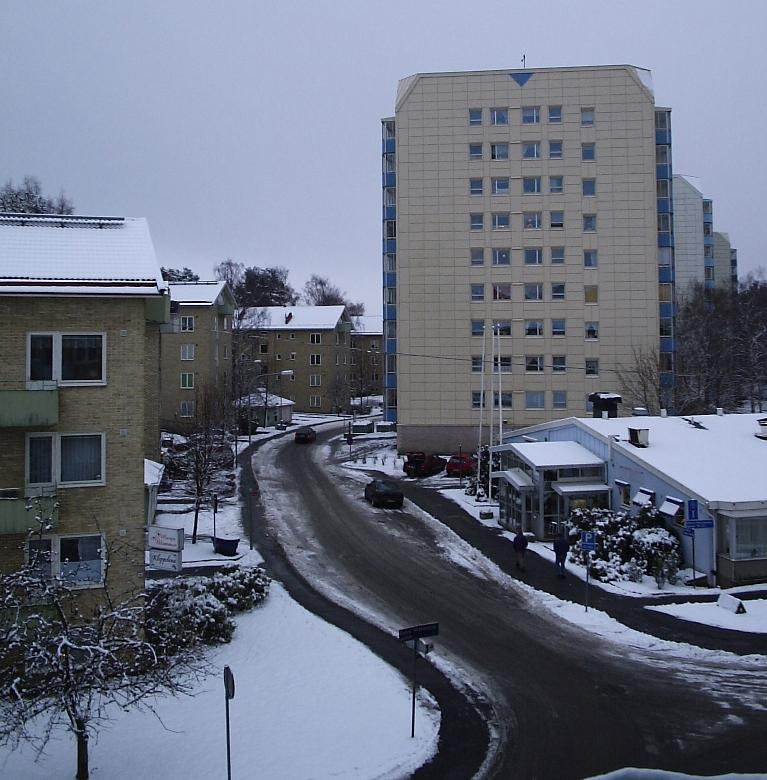

Kortedala